# Paclobutrazol

Paclobutrazol

Paclobutrazol (PBZ) é um fungicida e retardante de crescimento da planta. É um antagonista conhecido de Giberelina, um hormônio vegetal. Ele age inibindo a biossíntese de Giberelina, reduzindo o crescimento internodial e aumentando o crescimento da raiz, causando floração precoce e aumentando a quantidade de sementes em plantas como tomate e pimenta. O PBZ também mostrou capacidade de reduzir a sensibilidade das plantas em casos de geada.
Na cultura da mangueira (Mangifera indica L.) é utilizado no processo de paralisação do crescimento vegetativo inibindo a formação de giberelina, uma vez que o crescimento vegetativo é antagônico ao crescimento reprodutivo o paclobutrazol é utilizado para induzir a floração, ele age nos meristemas apicais e internódios jovens dos ramos em crescimento, isso permite que em áreas irrigadas em regiões como Juazeiro na Bahia e Petrolina no Pernambuco possam colher fora da época normal quando os preços estão mais altos.
1. ↑  DANTAS, L. V.;  et al. «Influência da aplicação de Paclobutrazol (PBZ) sobre os fungos micorrízicos arbusculares em área de cultivo de mangueira (Mangifera indica L.).». Embrapa Semiárido. CONGRESSO BRASILEIRO DE MICOLOGIA, 8., 2016, Florianópolis. Anais... São Paulo: Sociedade Brasileira de Micologia, 2016.: 1. Consultado em 17 de Fevereiro de 2021
2. ↑  Simões, Welson. «PACLOBUTRAZOL APLICADO VIA SISTEMA DEI RRIGAÇÃO NA INDUÇÃO FLORAL DA MANGUEIRA 'KEITT'». IV INOVAGRI International Meeting, 2017. Congresso nacional de Irrigação e Drenagem. 1: 2
3. ↑  Berova, Malgozata. «Effect of paclobutrazol on wheat seedlings under low temperature stress». Department of Plant Physiology and Biochemistry, Agricultural University, 12Mendeleev Str., 4000 Plovdiv, Bulgaria. BULG. J. PLANT PHYSIOL., 2002, 28(1–2), 75–84: 1. Consultado em 17 de Fevereiro de 2021
4. ↑  MOUCO, MARIA APARECIDA. «Indução Floral da Mangueira» (PDF). Embrapa Semiárido. A Cultura da Mangueira: 1;9. Consultado em 17 de Fevereiro de 2021
5. ↑  Fonseca, Nelson; Castro Neto, Manoel Teixeira de; Ledo, Carlos Alberto da Silva (agosto de 2004). «Paclobutrazol no florescimento e na produção da mangueira 'Tommy Atkins'». Ciência e Agrotecnologia (4): 807–814. ISSN 1413-7054. doi:10.1590/S1413-70542004000400012. Consultado em 18 de fevereiro de 2021